# 文井江镇
文井江镇，是中华人民共和国四川省成都市崇州市下辖的一个乡镇级行政单位。2019年12月，撤销鸡冠山乡，将其所属行政区域划归文井江镇管辖，文井江镇人民政府驻大同温泉小镇168号。

## 行政区划
文井江镇下辖以下地区：
万家社区、马家社区、大坪村、清泉村、铁索村和大同村。